# Binche
Binchelà một đô thị ở tỉnh Hainaut. Tại thời điểm ngày 1 tháng 1 năm 2006 Binche có dân số 32.409 người. Tổng diện tích là 60,66 km² với mật độ dân số là 534 người trên mỗi km². từ năm 1977, đô thị Binche đã tạo thành từ sự hợp nhất thị xã Binche với 7 đô thị khác: Bray, Buvrinnes, Epinois, Leval-Trahegnies, Péronnes-lez-Binche, Ressaix và Waudrez.
Năm 2003, Carnival Binche đã được UNESCO công nhận là Kiệt tác truyền khẩu phi vật thể.